# Бариста

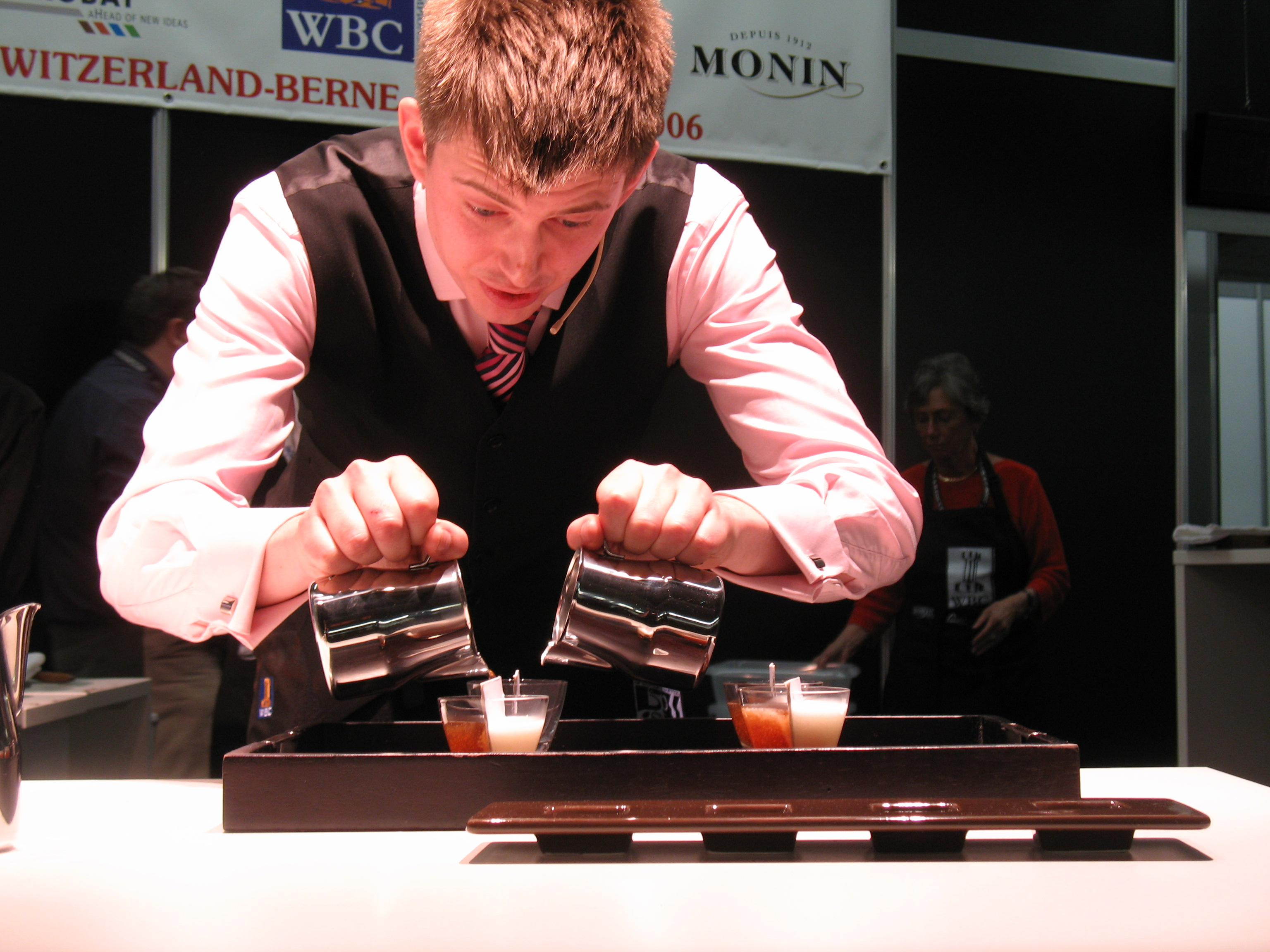
Бариста на змаганнях WBC.

Бариста (італ. barista) — фахівець з приготування кави, кав'ярник.
За італійськими традиціями, бариста повинен готувати еспресо та його варіації (ристрето, лунго), а також напої на основі еспресо: капучино, лате, корето тощо. Бариста — професія молода, їй приблизно 50 років.
Серед барист проводяться національні та світові чемпіонати в декількох номінаціях.

## Чемпіонати барист

### Міжнародні змагання
- Світовий Чемпіонат Барист (має статус відокремленої організації).

Торгова марка — World Barista Championship (WBC).
Власник — компанія World Coffee Events.
- World Latte Art Championship, Світовий Чемпіонат Лате-Арт[3].
- World Brewers Cup — чемпіонат, у якому бариста змагаються в заварюванні кави немеханічними методами World Brewers Cup [Архівовано 10 жовтня 2018 у Wayback Machine.].
- World Cezve / Ibrik Championship — чемпіонат, у якому баристи змагаються в приготуванні кави в традиційній джезві[4].
- World Coffee Roasting Championship (World Coffee Roasting Challenge).

Наймолодший чемпіонат. Під час змагань учасники обсмажують контрольні зразки зеленої кави на ростерах. Вперше такий чемпіонат провели в грудні 2011 року в Дубліні. Перші Світові змагання з обсмаження кави (у статусі пілотних) провели 12-15 червня 2012 року у Відні. В Україні прем'єра відбулася 26-27 жовтня 2012 року в Одесі.
Всі ці чемпіонати відбуваються під егідою World Coffee Events.
- World Aeropress Championship — альтернативний чемпіонат. Не входить до переліку World Coffee Events[6].

### Українські чемпіонати
- Український Чемпіонат Барист (Ukraine Barista Championship, UBC) — відбуваються в Києві; організатор — SCAE (Український підрозділ Speciality Coffee Association of Europe), переможці представляють Україну на Світовому Кавовому Чемпіонаті (World Barista Championship).

Перший УЧБ (UBC) відбувся в лютому 2003. XII Український Чемпіонат Барист відбувся 1-3 квітня 2016 року як частина II Kyiv Coffee Festival. Чемпіонкою України 2016 стала Наталя Остапюк 
(Львів; уже була чемпіонкою 2012 року). Вона представлятиме Україну на World Barista Championship 2016 (Дублін, 22-25 червня 2016).
Наталя Остапюк зайняла 44 позицію на World Barista Championship 2016.
44 NATALIA OSTAPYUK UKRAINE Svit Kavy 361.0
- Український Чемпіонат Брюерс Кап (Brewers Cup) відбувається за правилами World Brewers Cup.
- Український Чемпіонат Аеропрес (Ukrainan Aeropress Championship) — перший відбувся в Києві 1-3 квітня 2016 як частина II Kyiv Coffee Festival 2016.
- Український Чемпіонат Лате-Арт, Ukrainan Latte-Art Championship (УЧЛА, ULAC) — відбувається за правилами World Latte Art Championship.
- Український Чемпіонат «Кава й Алкоголь», Ukrainan Coffee In Good Spirits Championship (УЧКА, UCGS)
- Вінницький Регіональний Чемпіонат Барист — перший відбувся 27 жовтня 2010.
- Західно-Український чемпіонат барист (Львів) — перший відбувся 2011 року.
- Південно-Український Чемпіонат Барист — перший відбувся 25–27 жовтня 2012 (Одеський кавовий фестиваль)
- Житомирський Чемпіонат Барист[9].